# مامي أرناؤوط
مامي ارنوط (بالألبانية: Memi Arnauti‏) أو مامي أرناؤؤط أو محمد الألباني  هو آمر في البحرية العثمانية ألباني اعتنق الإسلام عاش في القرن السادس عشر . تم القبض عليه وهو شاب وسلم كإشادة للسلطان، ثم أصبح عبدا لجندي بحري.
أصبح زعيم أسطول (طائفة) من إيالة الجزائر . شارك في معركة ليبانتو عام 1571. قاد تمرد البحارة ضد قائد رمضان الذي فر لاحقا، وتولى مامي أرناؤؤط السلطة مؤقتًا قبل عودة حسن فينيزيانو عام 1582. ليأخذ لقب رايس  ،  ويعطي اسمه إلى جزء من قصر الرياس في الجزائر العاصمة حيث قام بتثبيت المدفعية عليه 
تتناقض النبرة الودية لخطابات الفدية مع الأمراء الأوروبيين مع السمعة المتعطشة للدماء التي يتمتع بها في أوروبا. يظل اسمه مشهورًا ويخشى في يومه، في الأدب لقيادته مع دالي مامي الهجوم والاستيلاء على غال جال سول ولأسرته ميغيل دي سرفانتس وأخيه رودريغو في 26 سبتمبر 1575 .

ومع ذلك، في هذا الكتاب الأخير 
 يتضمن وصف 35 pirates من 35 pirates البربريين، بما في ذلك مامي أرنوت 
 المنشق الألباني يقود عربة ذات 22 bancs وملازمه دالي مامي، اليوناني المتمرد، نقيب من 22 bancs أيضا  ، 